# Nephepeltia flavifrons
Nephepeltia flavifrons is een libellensoort uit de familie van de korenbouten (Libellulidae), onderorde echte libellen (Anisoptera).
De wetenschappelijke naam Nephepeltia flavifrons is voor het eerst geldig gepubliceerd in 1889 door Karsch.